# Volby do Evropského parlamentu v Lucembursku 2024
Volby do Evropského parlamentu v Lucembursku se konaly 9. června 2024 jako součást voleb do EP v roce 2024 konajících se po celé Evropské unii.

## Složení před volbami
| Frakce EP                  | Frakce EP                                          | Mandáty | Strany | Strany                                    | Mandáty         | Poslanci                           |
| -------------------------- | -------------------------------------------------- | ------- | ------ | ----------------------------------------- | --------------- | ---------------------------------- |
|                            | Evropská lidová strana (EPP)                       | 2/6     |        | Křesťanskosociální lidová strana          | 2               | Martine Kemp Isabel Wiseler-Limová |
|                            | Obnova Evropy (RE)                                 | 2/6     |        | Demokratická strana                       | 1               | Charles Goerens                    |
|                            | Obnova Evropy (RE)                                 | 2/6     | Fokus  | 1                                         | Monica Semedová |                                    |
|                            | Pokrokové spojenectví socialistů a demokratů (S&D) | 1/6     |        | Lucemburská socialistická dělnická strana | 1               | Marc Angel                         |
|                            | Zelení / Evropská svobodná aliance (Greens/EFA)    | 1/6     |        | Zelení                                    | 1               | Tilly Metzová                      |
| Celkem                     | Celkem                                             | Celkem  | Celkem | Celkem                                    | 6               |                                    |
| Zdroj: European Parliament |                                                    |         |        |                                           |                 |                                    |

## Volební systém
Spolu s Kyprem a Maltou má Lucembursko v Evropském parlamentu pouze 6 europoslanců, což je nejméně ze všech obvodů.
Voliči mohou hlasovat pro stranickou kandidátní listinu nebo odevzdat více hlasů pro stejný počet kandidátů jako je mandátů, tedy pro 6.

## Kandidátské strany
| Č. | Logo | Strana                                    | Foto | Volební lídr              | Ideologie                | Postoj k EU            |
| -- | ---- | ----------------------------------------- | ---- | ------------------------- | ------------------------ | ---------------------- |
| 1  |      | Opoziční hnutí My lidé                    |      | Jean-Marie Nicolas Jacoby | socialismus              | tvrdý euroskepticismus |
| 2  |      | Volt Lucembursko                          |      | Philippe Schannes         | sociální liberalismus    | eurofederalismus       |
| 3  |      | Lucemburská socialistická dělnická strana |      | Marc Angel                | sociální demokracie      | eurooptimismus         |
| 4  |      | Fokus                                     |      | Frank Engel               | pragmatismus             | eurooptimismus         |
| 5  |      | Komunistická strana Lucemburska           |      | Ali Ruckert               | komunismus               | tvrdý euroskepticismus |
| 6  |      | Konzervativci a Svoboda!                  |      | Joe Thein                 | konzervatismus           | mírný euroskepticismus |
| 7  |      | Levice                                    |      | Ana Correia da Veigaová   | demokratický socialismus | mírný euroskepticismus |
| 8  |      | Demokratická strana                       |      | Charles Goerens           | liberalismus             | eurooptimismus         |
| 9  |      | Alternativní demokratická reformní strana |      | Fernand Kartheiser        | národní konzervatismus   | mírný euroskepticismus |
| 10 |      | Společně – Most                           |      | David Foka                | multikulturalismus       | ?                      |
| 11 |      | Křesťanskosociální lidová strana          |      | Christophe Hansen         | křesťanská demokracie    | eurooptimismus         |
| 12 |      | Zelení                                    |      | Tilly Metzová             | zelená politika          | eurooptimismus         |
| 13 |      | Pirátská strana Lucemburska               |      | Raymond Remakel           | pirátská politika        | eurooptimismus         |

## Výsledky

výsledky v jednotlivých obcích

| Subjekt                | Subjekt                                   | Hlasy     | %     | Mandáty | ±    |
| ---------------------- | ----------------------------------------- | --------- | ----- | ------- | ---- |
|                        | Křesťanskosociální lidová strana          | 317 334   | 22,91 | 2       | 0    |
|                        | Lucemburská socialistická dělnická strana | 300 879   | 21,72 | 1       | 0    |
|                        | Demokratická strana                       | 253 344   | 18,29 | 1       | –1   |
|                        | Zelení                                    | 162 955   | 11,76 | 1       | 0    |
|                        | Alternativní demokratická reformní strana | 162 849   | 11,76 | 1       | +1   |
|                        | Pirátská strana Lucemburska               | 68 085    | 4,92  | 0       | 0    |
|                        | Levice                                    | 43 701    | 3,15  | 0       | 0    |
|                        | Fokus                                     | 22 222    | 1,60  | 0       | Nová |
|                        | Volt Lucembursko                          | 14 348    | 1,04  | 0       | 0    |
|                        | Komunistická strana Lucemburska           | 13 368    | 0,97  | 0       | 0    |
|                        | Opoziční hnutí My lidé                    | 11 838    | 0,85  | 0       | Nová |
|                        | Konzervativci a Svoboda!                  | 8 044     | 0,58  | 0       | Nová |
|                        | Společně – Most                           | 6 172     | 0,45  | 0       | Nová |
| Celkem                 | Celkem                                    | 1 385 139 | 100   | 6       | —    |
|                        |                                           |           |       |         |      |
| Platné hlasy           | Platné hlasy                              | 238 771   | 90,85 | —       | —    |
| Neplatné hlasy         | Neplatné hlasy                            | 24 058    | 9,15  | —       | —    |
| Celkem hlasů           | Celkem hlasů                              | 262 829   | 100   | —       | —    |
| Voliči v seznamu/Účast | Voliči v seznamu/Účast                    | 319 410   | 82,29 | —       | —    |
| Zdroj:                 |                                           |           |       |         |      |